# Titandioxid
Titandioxid är en oxid av titan. Den kemiska formeln är TiO2. Ett äldre föråldrat namn är titansyra.

## Kristallstruktur
Titandioxid förekommer naturligt som mineral i tre olika polymorfa kristallformer:
- Rutil har tetragonal kristallstruktur och vanligtvis prismatisk habitus (yttre form/utseende), ofta med tvillingbildning.
- Anatas eller den äldre beteckningen oktahedrit. Anatas har tetragonal kristallstruktur med oktaedrisk habitus.
- Brookit har ortorombisk kristallstruktur.

Både anastas och brookit är relativt sällsynta mineralformer.

## Förekomst
Ren titandioxid förekommer inte naturligt i större utsträckning, men kan framställas ur titanmalm, såsom ilmenit eller leuxocen. Titandioxid fås även från rutilsand, som är en av de renaste förekomsterna.

## Användning
Titandioxid används som vitt pigment för färgning av betong, målarfärg (titanvitt), tandkräm, läkemedel med mera. E-numret är E 171.
EU drog på grund av hälsorisker tillbaka godkännandet av titandioxid som tillsats i mat (2022).
Titandioxid är också en viktig del i lambdasonder.
Många solskyddsmedel använder nanopartiklar som titandioxid (tillsammans med nanopartiklar av zinkoxid) som blir absorberade in i huden. 
Produkter som innehåller nanopartiklar måste ha tilläggsmärkningen "(nano)".

## Hälsorisker
Då titandioxid som används i livsmedel bevisats innehålla nanopartiklar anser EFSA att de inte är säkra att använda som tillsatser i livsmedel. Detta då nanopartiklar i livsmedel anses ha en genotoxisk effekt (skadar DNA) och därmed vara karcinogener.